# Batalla de Pirmasens
La Batalla de Pirmasens (14 de septiembre de 1793) un cuerpo republicano francés dirigido por Jean René Moreaux atacó a una fuerza del Reino de Prusia liderada por Carlos Guillermo Fernando, Duque de Brunswick-Wolfenbüttel. Desde posiciones preparadas, los prusianos atraparon a los franceses en un fuego cruzado mortal, forzándolos a retirarse. El choque ocurrió durante la Guerra de la Primera Coalición, parte de un conflicto más grande conocido como las Guerras Revolucionarias Francesas. En 1793, Pirmasens formaba parte del Landgraviato de Hesse-Darmstadt, pero hoy la ciudad se encuentra en el estado de Renania-Palatinado, en Alemania, a 34,4 kilómetros (21 millas) al sur de Kaiserslautern.